# Keratoglobus
Keratoglobus ist eine angeborene kugelförmige Vorwölbung und Verdünnung der Kornea (Hornhaut des Auges). Er tritt meist beidseitig auf und ist unterschiedlich ausgeprägt. Anders als bei einem Keratokonus, bei dem nur der zentrale Bereich der Hornhaut betroffen ist, sind bei einem Keratoglobus auch Randbereiche der Hornhaut geschädigt. Es kann zu Wasseransammlung in der vorderen Augenkammer kommen. Die Hornhaut ist zu groß (Megalokornea Ø > 13 mm bis zu 18 mm), es liegt in der Regel eine starke Kurzsichtigkeit vor. Lange Zeit wurde der Keratoglobus nicht von der Megakornea und dem Hydrophthalmus unterschieden. Wenn der Augeninnendruck vererbt gesteigert ist, kommt es in seltenen Fällen zu partiellem Riesenwuchs.

## Betroffene
Keratoglobus tritt sporadisch auf und kann bspw. durch eine Kollagenerkrankung bedingt sein. Es kann vorkommen, dass sich aus einem Keratokonus im späteren Krankheitsverlauf ein Keratoglobus herausbildet. Es sind deutlich seltener Patienten von Keratoglobus betroffen als von einem Keratokonus. Geschlechtsspezifisch gibt es kein Unterschied in seinem Vorkommen.

## Verlauf
Die Erkrankung beginnt im Kindesalter, durch Einrisse in der Hornhaut kann es wie bei einem Keratokonus zu einer Trübung der Hornhaut kommen. Durch Kurzsichtigkeit (Myopie) und Hornhautverkrümmung (Astigmatismus) kommt es zu einer Verschlechterung der Sehschärfe (Visus). Es kann zu einem akuten Keratoglobus kommen, wenn die Hornhaut am Endothel und der Descemetscher Membran verletzt wird. Wie ein akuter Keratokonus kann ein akuter Keratoglobus spontan abheilen. Oft gehen Patienten aber schon vorher zu einem Augenarzt, wegen der gravierenden Sehbeeinträchtigung.

## Behandlung
Der Brechungsfehler lässt sich nicht mit Hilfe einer Brille ausgleichen. Aber auch eine Kontaktlinsenanpassung gestaltet sich als schwierig, da die ganze Fläche betroffen ist. Bei einer Keratoplastik (Hornhauttransplantation) ist es deutlich schwieriger, ein passendes Transplantat zu verpflanzen. Es sollte deshalb eine lamelläre Keratoplastik in Erwägung gezogen werden.